# Рогозче
Рого́зче (болг. Рогозче) — село в Кирджалійській області Болгарії. Входить до складу общини Джебел.

## Населення
За даними перепису населення 2011 року у селі проживали 103 особи.
Національний склад населення села:
| Національність   | Кількість осіб | Відсоток |
| ---------------- | -------------- | -------- |
| турки            | 85             | 82,5%    |
| болгари          | 6              | 5,8%     |
| цигани           | 0              | 0%       |
| Всього відповіли | 103            |          |

Розподіл населення за віком у 2011 році:
Динаміка населення: